# پل سفیر
پل سفیر (به انگلیسی: Ambassador Bridge) یک پل معلق است که دیترویت در ایالت میشیگان آمریکا را به ویندزور در ایالت انتاریو کانادا متصل می‌کند. کار ساخت این پل در سال ۱۹۲۷ آغاز و در سال ۱۹۲۹ به پایان رسید و در ۱۱ نوامبر ۱۹۲۹ بازگشایی شد. طول کلی این پل ۲۳۰۰ متر و بزرگترین دهانه آن ۵۶۰ متر است.

## نگارخانه

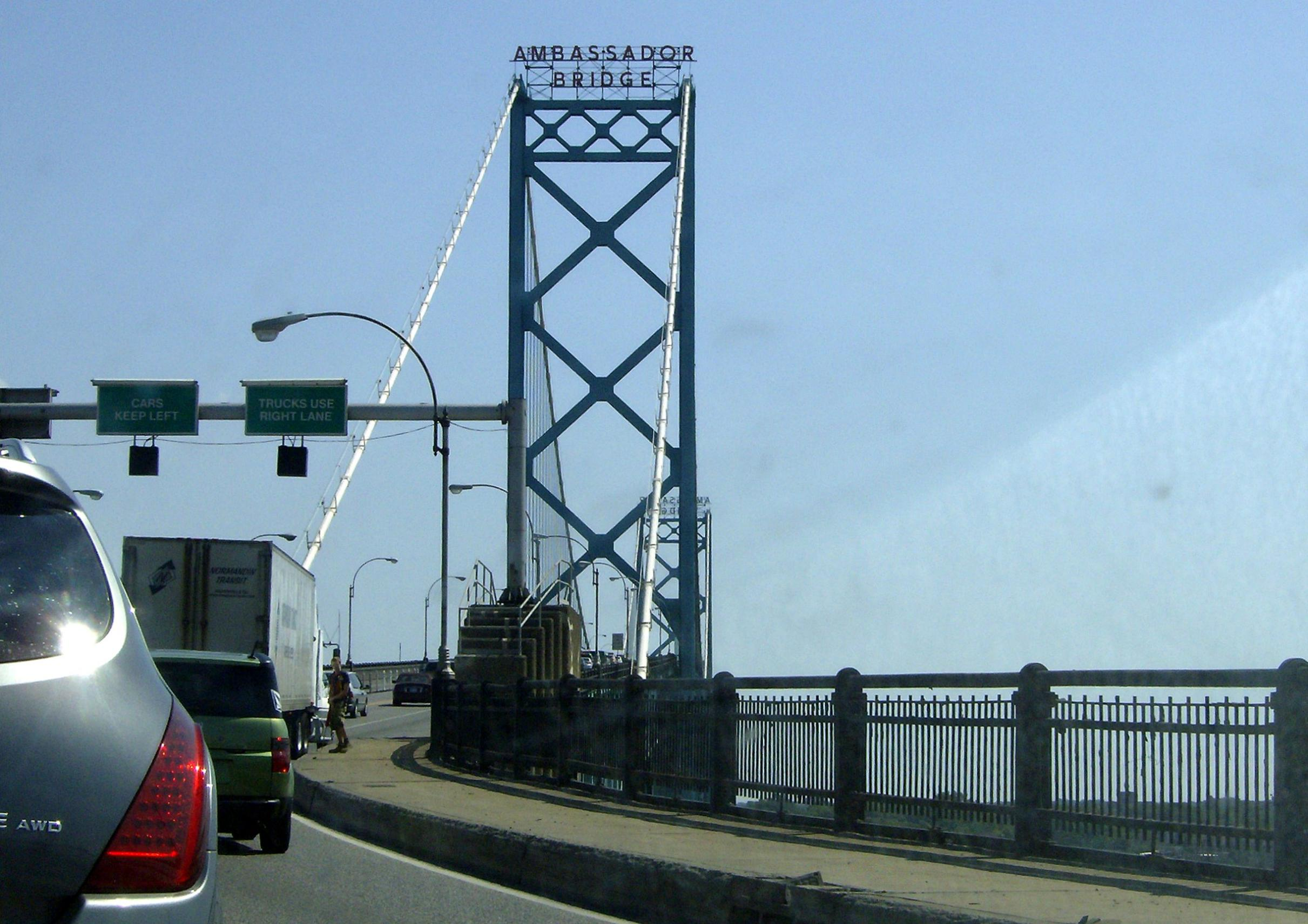
Crossing the bridge into Canada.-
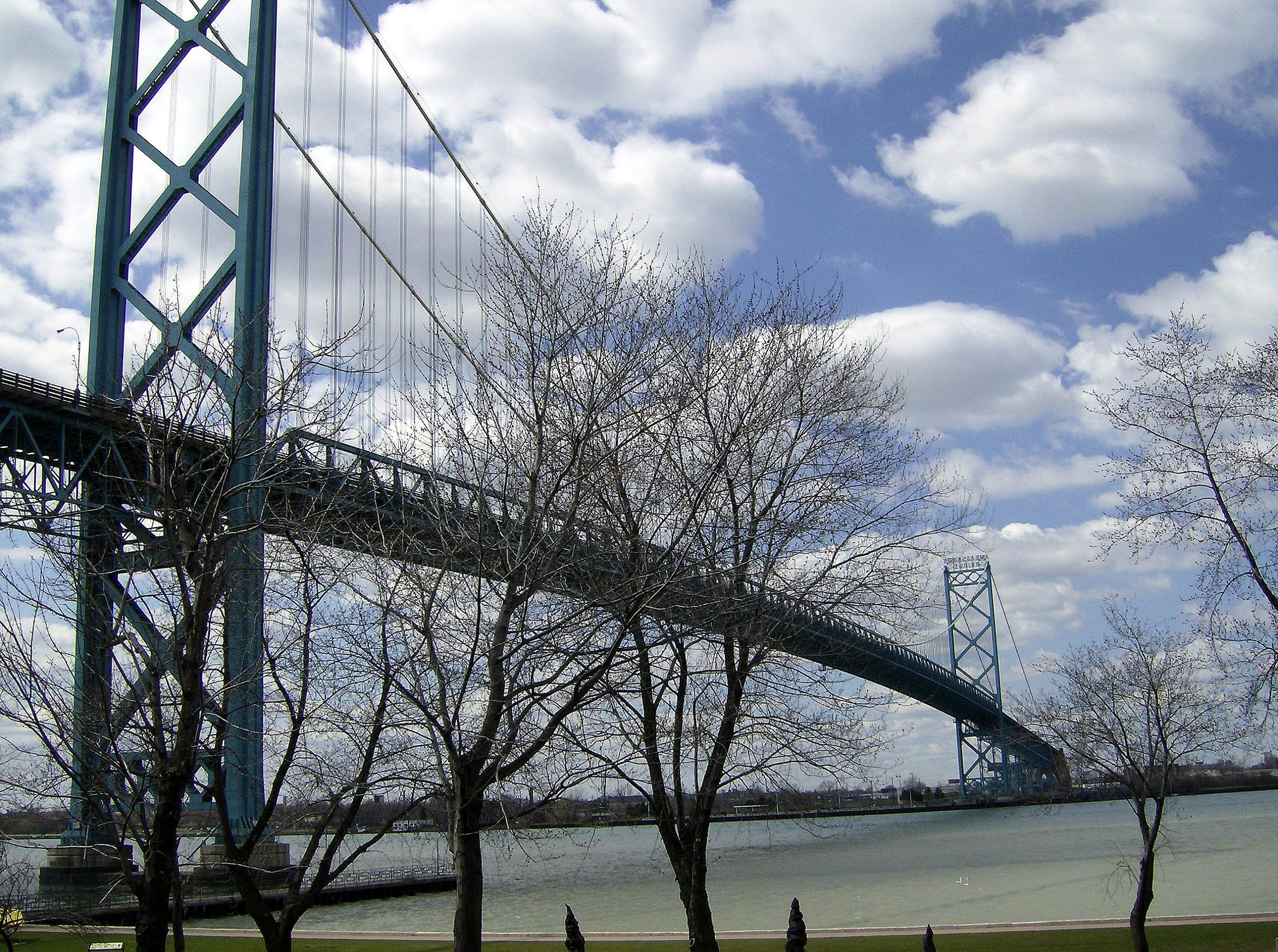
The bridge is each city's main trade artery with the other-
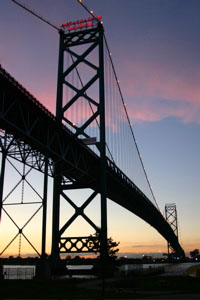
پل سفیر در غروب آفتاب
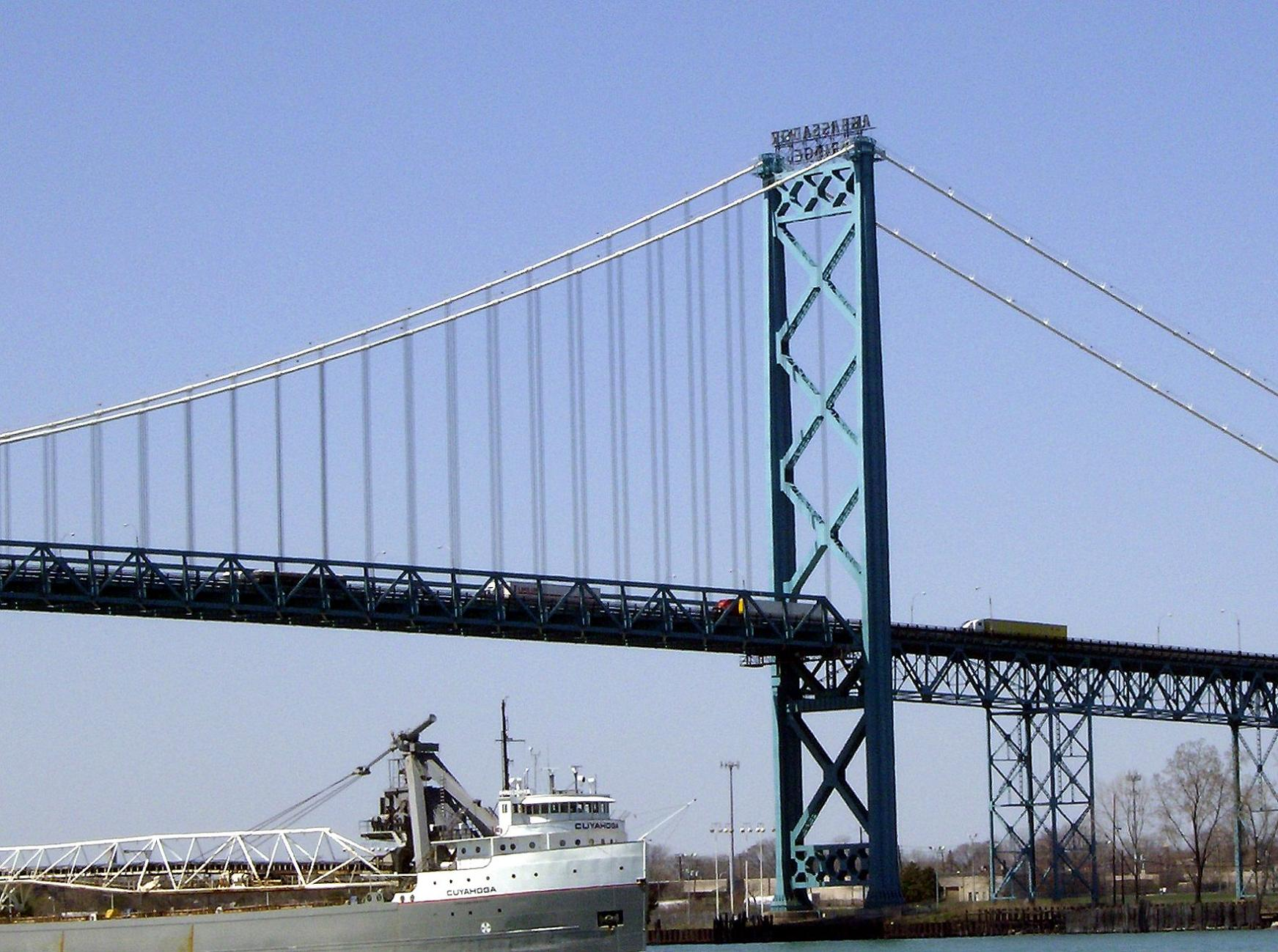
پل سفیر